# Южно-Тамбейское газовое месторождение
Ю́жно-Тамбе́йское га́зовое месторожде́ние — крупное газоконденсатное месторождение в Ямало-Ненецком автономном округе России. Расположено на полуострове Ямал.
Запасы природного газа на месторождении составляют около 1,3 трлн м³, газового конденсата — 40—60 млн т.
Лицензия на разработку месторождения принадлежит компании «Ямал СПГ», основным акционером которой с мая 2009 года является российская газодобывающая компания «Новатэк» (ранее основным акционером был Газпромбанк, в свою очередь выкупивший годом ранее контрольный пакет у миллиардера Алишера Усманова и его партнёров).
Согласно генеральной схеме развития газовой отрасли России на период до 2030 года, разработанной «Газпромом», ввод месторождения в эксплуатацию намечен на 2024—2027 годы.
На базе Южно-Тамбейского месторождения осуществляется строительство завода по производству сжиженного природного газа (СПГ) в рамках международного инвестиционного проекта «Ямал-СПГ». В декабре 2017 года была введена в эксплуатацию первая очередь завода и организована поставка первых партий СПГ на европейский рынок.